# Galepsus bioculatus bioculatus
Galepsus bioculatus bioculatus es una especie de mantis de la familia Tarachodidae.

## Distribución geográfica
Se encuentra en el Congo y Burundi.